# Montgomery (Geòrgia)
Montgomery és una concentració de població designada pel cens dels Estats Units a l'estat de Geòrgia. Segons el cens del 2000 tenia 4.134 habitants.

## Demografia
Segons el cens del 2000, Montgomery tenia 4.134 habitants, 1.589 habitatges, i 1.196 famílies. La densitat de població era de 300,6 habitants/km².
Dels 1.589 habitatges en un 35,1% hi vivien nens de menys de 18 anys, en un 59,7% hi vivien parelles casades, en un 11,6% dones solteres, i en un 24,7% no eren unitats familiars. En el 20% dels habitatges hi vivien persones soles el 7% de les quals corresponia a persones de 65 anys o més que vivien soles. El nombre mitjà de persones vivint en cada habitatge era de 2,6 i el nombre mitjà de persones que vivien en cada família era de 3.
Per edats la població es repartia de la següent manera: un 25,7% tenia menys de 18 anys, un 7,4% entre 18 i 24, un 29,6% entre 25 i 44, un 27,3% de 45 a 60 i un 10,1% 65 anys o més.
L'edat mediana era de 38 anys. Per cada 100 dones de 18 o més anys hi havia 92,5 homes.
La renda mediana per habitatge era de 52.889 $ i la renda mediana per família de 55.774 $. Els homes tenien una renda mediana de 41.131 $ mentre que les dones 25.750 $. La renda per capita de la població era de 27.998 $. Entorn del 2,1% de les famílies i el 4% de la població estaven per davall del llindar de pobresa.

## Poblacions més properes
El següent diagrama mostra les poblacions més properes.